# Туркменистан на Светском првенству у атлетици у дворани 2003.
Туркменистан је учетвовао на 9. Светском првенству 2003. одржаном у Бирмингему од 14. до 16. марта.
У његовом четвртом учешћу на светским првенствима у дворани Туркменистан је представљао један атлетичар, који се такмичио  у једној атлетској дисциплини.
Такмичар Туркменистана није освојио ниједну медаљу, а оборен је национални рекорд на 800 метара у мушкој конкуренцији.

## Учесници
Мушкарци:
- Назар Беглијев — 800 м

### Мушкарци
| Атлетичар      | Дисциплина | Лични рекорд | Квалификације | Квалификације | Полуфинале           | Полуфинале           | Финале               | Финале       | Детаљи |
| Атлетичар      | Дисциплина | Лични рекорд | Резултат      | Место         | Резултат             | Место                | Резултат             | Место        | Детаљи |
| -------------- | ---------- | ------------ | ------------- | ------------- | -------------------- | -------------------- | -------------------- | ------------ | ------ |
| Назар Беглијев | 800 м      |              | 1:54.07 НРд   | 6. у гр. 1    | Није се квалификовао | Није се квалификовао | Није се квалификовао | 22 / 23 (24) |        |